# Scopula luteolata
Scopula luteolata är en fjärilsart som beskrevs av George Duryea Hulst 1880. Scopula luteolata ingår i släktet Scopula och familjen mätare. Inga underarter finns listade.